# Göhl
Göhl là một đô thị thuộc huyện Ostholstein, bang Schleswig-Holstein, Đức.